# Parafia św. Mikołaja w Miłkowicach
Parafia św. Mikołaja Biskupa w Miłkowicach – rzymskokatolicka parafia. Administracyjnie należy do diecezji włocławskiej (dekanat dobrski).
W skład parafii wchodzą miejscowości gminy Dobra oraz gmina Warta: Miłkowice, Dąbrowa, Rzymsko, Rzymsko BG, Strachocice oraz Zaspy.
Parafia położona nieopodal malowniczego terenu zalewowego Zbiornika Jeziorsko. 
Świątynia w 2011 r. obchodziła setną rocznicę konsekracji kościoła. Ostatnimi czasy wielki wkład w prace remontowe w świątyni miał ks. Marek Daczkowski (obecnie parafia Pęczniew) oraz ks. Paweł Okoński - proboszcz do 2015 r. Od lipca 2015 r. proboszczem parafii został ks. Rafał Kędzierski (wcześniej parafia pw. św. Wojciecha w Koninie).

## Duszpasterze
- proboszcz: ks. Rafał Kędzierski (od 2015)

## Kościoły
- kościół parafialny: Kościół św. Mikołaja Biskupa w Miłkowicach